# Politics (Fachzeitschrift)
Politics ist eine Fachzeitschrift, die von der Political Studies Association herausgegeben wird und bei SAGE Publications verlegt wird. Ihre Chefredakteure sind (Stand Ende 2020) Nivi Manchanda, Javier Sajuria und James Strong, alle von der Queen Mary University of London.
Politics veröffentlicht vierteljährlich Analysen in Politik und International Studies (Internationale Beziehungen). Die Beiträge unterliegen einem Peer-Review-Prozess.